# 기원전 39세기
기원전 39세기는 기원전 3900년부터 기원전 3801년까지를 말한다.

## 사건
- 잉글랜드 서머싯주에 둑길인 포스트 트랙이 만들어짐. 이것은 북유럽에서 가장 오래 된 도로 유적임.
- 잉글랜드 서머싯주에 스위트 트랙이 만들어짐. 이것은 북유럽에서 가장 오래된 목조 도로 유적임.

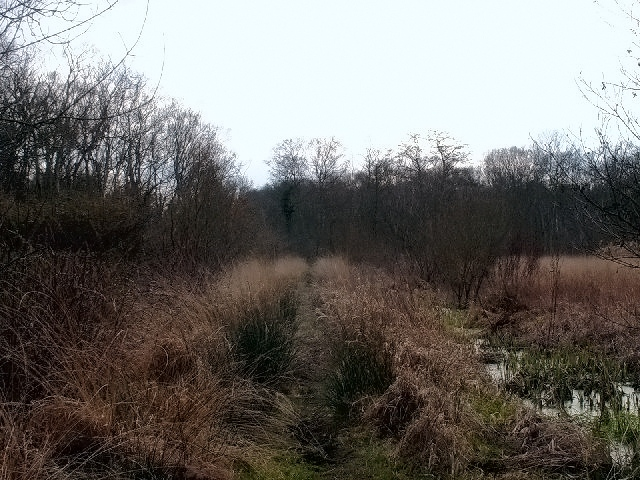
스위트 트랙

- 쟁기가 사용됨.

## 년대와 년도
| 기원전 3900년대 | 전3909 | 전3908 | 전3907 | 전3906 | 전3905 | 전3904 | 전3903 | 전3902 | 전3901 | 전3900 |
| 기원전 3890년대 | 전3899 | 전3898 | 전3897 | 전3896 | 전3895 | 전3894 | 전3893 | 전3892 | 전3891 | 전3890 |
| 기원전 3880년대 | 전3889 | 전3888 | 전3887 | 전3886 | 전3885 | 전3884 | 전3883 | 전3882 | 전3881 | 전3880 |
| 기원전 3870년대 | 전3879 | 전3878 | 전3877 | 전3876 | 전3875 | 전3874 | 전3873 | 전3872 | 전3871 | 전3870 |
| 기원전 3860년대 | 전3869 | 전3868 | 전3867 | 전3866 | 전3865 | 전3864 | 전3863 | 전3862 | 전3861 | 전3860 |
| 기원전 3850년대 | 전3859 | 전3858 | 전3857 | 전3856 | 전3855 | 전3854 | 전3853 | 전3852 | 전3851 | 전3850 |
| 기원전 3840년대 | 전3849 | 전3848 | 전3847 | 전3846 | 전3845 | 전3844 | 전3843 | 전3842 | 전3841 | 전3840 |
| 기원전 3830년대 | 전3839 | 전3838 | 전3837 | 전3836 | 전3835 | 전3834 | 전3833 | 전3832 | 전3831 | 전3830 |
| 기원전 3820년대 | 전3829 | 전3828 | 전3827 | 전3826 | 전3825 | 전3824 | 전3823 | 전3822 | 전3821 | 전3820 |
| 기원전 3810년대 | 전3819 | 전3818 | 전3817 | 전3816 | 전3815 | 전3814 | 전3813 | 전3812 | 전3811 | 전3810 |
| 기원전 3800년대 | 전3809 | 전3808 | 전3807 | 전3806 | 전3805 | 전3804 | 전3803 | 전3802 | 전3801 | 전3800 |
| 기원전 3790년대 | 전3799 | 전3798 | 전3797 | 전3796 | 전3795 | 전3794 | 전3793 | 전3792 | 전3791 | 전3790 |